# Keith Rivich
| (35403) Latimer                                                                     | 22. Dezember 1997  | [1] |
| (38269) Gueymard                                                                    | 10. September 1999 | [2] |
| (58671) Diplodocus                                                                  | 25. Dezember 1997  | [1] |
| (72596) Zilkha                                                                      | 21. März 2001      | [3] |
| (60186) Las Cruces                                                                  | 5. November 1999   | [1] |
| - [1] mit Cynthia Gustava - [2] mit William G. Dillon - [3] mit Joseph A. Dellinger |                    |     |

Keith Rivich ist ein US-amerikanischer Amateurastronom und Asteroidenentdecker. Er ist Mitglied des Fort Bend Astronomy Club in Stafford im US-Bundesstaat Texas, dessen Präsident er von 2001 bis 2002 war.
Im Rahmen seiner Beobachtungen entdeckte er am George-Observatorium in Needville in Texas zwischen 1998 und 2001 zusammen mit anderen Astronomen insgesamt 5 Asteroiden.